# Isaäc Rammelman Elsevier (1770-1841)

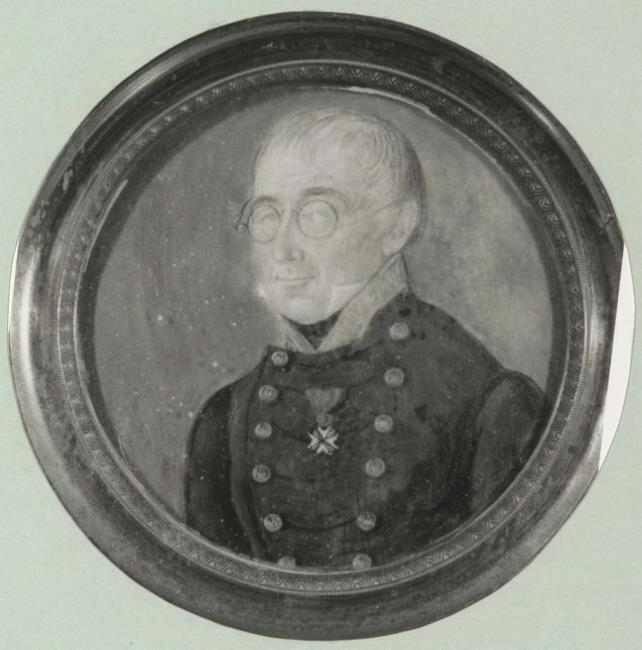
Isaäc Rammelman Elsevier

Jhr. mr. Isaäc Johannes Rammelman Elsevier (Amsterdam, 14 december 1770 - Ede, 6 mei 1841) was gezaghebber van Curaçao.
Elsevier, lid van de familie Rammelman Elsevier, kwam in 1784 als student aan de Gelderse hogeschool, werd aldaar tot doctor in de rechten bevorderd, en werd in 1795 secretaris van Harderwijk. 
Later vinden wij hem als advocaat-fiscaal op Curaçao, waar hij in 1820 ad interim met het bestuur werd belast. Na het vertrek van Paulus Roelof Cantz'laar naar Suriname in 1828 trad Elsevier andermaal op als directeur a.i., daarna als gezaghebber. 
In 1836 naar Nederland teruggekeerd, overleed hij op 6 mei 1841 te Ede in Gelderland. Hij had in 1820 voor zich en zijn afstammelingen het recht verkregen om de naam van de familie Rammelman bij de zijne te voegen.
Elsevier is op 4 januari 1790 met Johanna Petronella Martinius getrouwd. Ze kregen twee zonen: Willem Iman Cornelis Rammelman Elsevier en Isaäc Johannes Rammelman Elsevier jr., die eveneens gouverneur van Curaçao werd.